# Michel Fau
Pour les articles homonymes, voir Fau.
Michel Fau est un acteur, chanteur et metteur en scène de théâtre et d'opéra français, né le 17 décembre 1964 à Agen.
D'abord égérie du théâtre d'Olivier Py, il a mis en scène des comédiens comme Michel Bouquet, Catherine Frot, Léa Drucker, Gaspard Ulliel, Julie Depardieu, Audrey Tautou ou Édith Scob. Au cinéma, il a notamment collaboré avec François Ozon, Albert Dupontel, Xavier Giannoli, Christophe Honoré, Édouard Baer ou André Téchiné.

## Biographie

### Enfance et formation
Michel Fau est né à Agen d'un père horloger et d'une mère au foyer qui élève ses quatre enfants. C'est cette dernière qui l'initie au théâtre et à l'Opéra de Bordeaux.
Il étudie au lycée Bernard Palissy d'Agen où il rencontre Béatrice Uria-Monzon et Éric Perez.
À l'âge de 18 ans, après un passage au conservatoire d'Agen, il quitte sa ville natale pour suivre une formation au Conservatoire national supérieur d'art dramatique de 1986 à 1989 (professeurs : Michel Bouquet, Gérard Desarthe et Pierre Vial).

### Carrière

#### Interprète de théâtre
Au cours des années 1990, il est régulièrement sur scène dans les mises en scène d'Olivier Py dont il devient l'un des acteurs fétiches avec notamment Philippe Girard, Élizabeth Mazev, Nâzim Boudjenah ou Mireille Herbstmeyer dans des pièces comme Illusions comiques, Le Soulier de satin (avec Jeanne Balibar), La Servante (histoire sans fin) ou L'Apocalypse joyeuse.

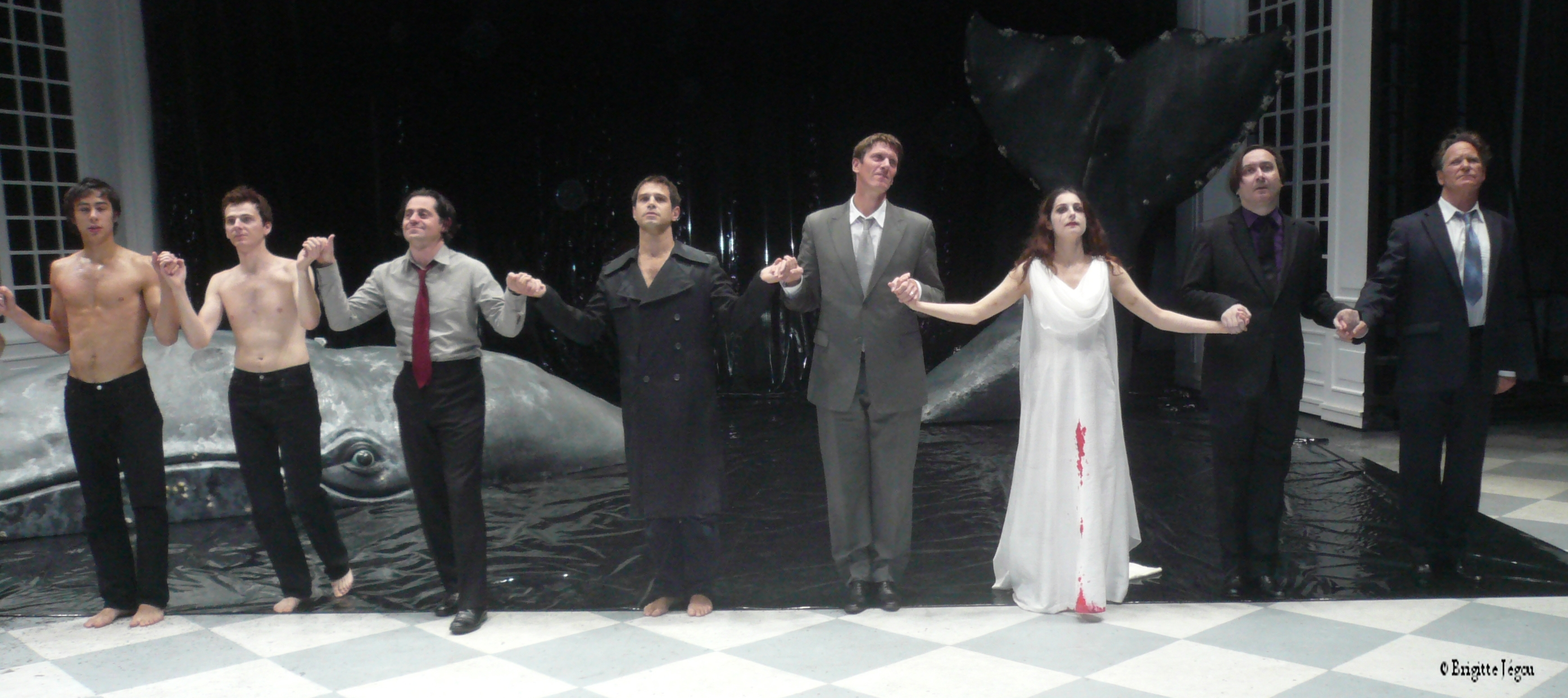
Saluts de Les Enfants de Saturne d'Olivier Py.

Il est le premier interprète de l'auteur Christian Siméon en 1995, pour Hyènes.
Il a également travaillé avec des metteurs en scène comme Jérôme Deschamps, Jean-Luc Lagarce, Jean-Michel Ribes, Jacques Weber, Jean-Michel Rabeux, Benjamin Lazar, Philippe Calvario, Stéphane Braunschweig ou Olivier Desbordes pour lequel il chante dans l'opérette Dédé d'Henri Christiné au Théâtre Montfort avec Dalila Khatir et Eric Perez.
Il participe à l'émission de Pierre Palmade On refait le boulevard, jouant un extrait de La Cage aux Folles depuis le Théâtre de la Porte-Saint-Martin avec Francis Huster.

#### Metteur en scène
Dès les années 2010, ses propres mises en scène connaissent un franc succès public, avec des distributions faites de comédiens de renom et de jeunes débutants comme Antoine Kahan, Rémy Laquittant ou Yannis Ezziadi ; mais également des acteurs de second plan comme Audrey Langle, Fabrice Cals ou Roland Menou. Il travaille généralement avec sa sœur Pascale Fau à la création des maquillages, David Belugou ou Christian Lacroix aux costumes, Joël Fabing à la lumière ainsi que son frère Bernard Fau, Citronelle Dufay ou Emmanuel Charles à la scénographie.
Il mêle pièces d'auteurs classiques et contemporains comme Un amour qui ne finit pas d’André Roussin avec Léa Drucker et Pascale Arbillot, Que faire de Mister Sloane ? de Joe Orton avec Charlotte de Turckheim et Gaspard Ulliel, Demain il fera jour de Henry de Montherlant avec Léa Drucker, Britannicus de Jean Racine avec Geneviève Page et Agathe Bonitzer, Nono de Sacha Guitry avec Julie Depardieu et Brigitte Catillon, Maison de poupée d’Henrik Ibsen avec Audrey Tautou ou encore American Buffalo de David Mamet avec Michel Vuillermoz et Nicolas Duvauchelle.
Il a provoqué l'hilarité d'une partie du public de la soirée des Molières 2011 en effectuant une parodie de la chanson de Carla Bruni, Quelqu'un m'a dit, déguisé en cantatrice tragique, qu'il reprend dans son Récital emphatique.
La même année, il joue et met en scène Le Misanthrope de Molière avec Julie Depardieu et Édith Scob, pour lequel il est nommé aux Molières dans les catégories Molière du comédien dans un spectacle de théâtre privé et Molière du metteur en scène d’un spectacle de théâtre privé.

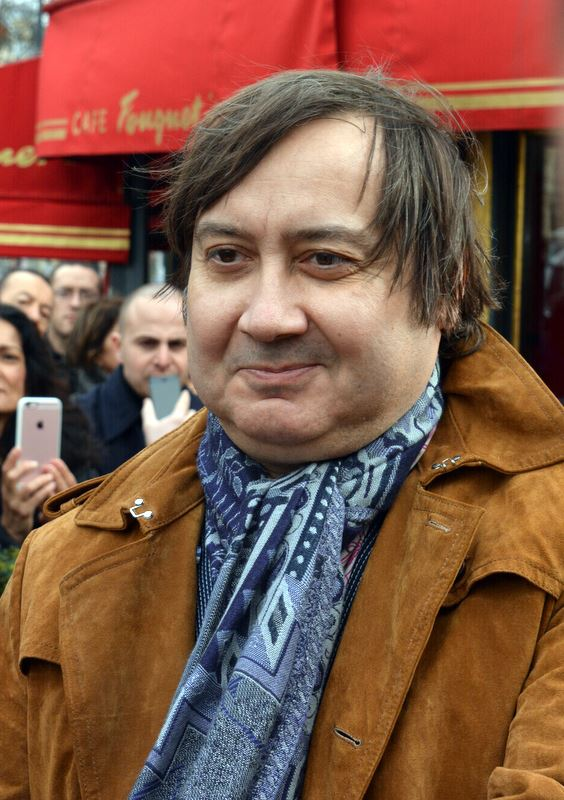
Michel Fau au déjeuner des nommés des César du cinéma.

Il invite Catherine Frot dans son adaptation de la pièce Fleur de cactus de Pierre Barillet et Jean-Pierre Gredy au Théâtre Antoine-Simone-Berriau avec notamment Mathilde Bisson pour lequel il sera nommé une nouvelle fois aux Molières dans les catégories Molière du comédien dans un spectacle de théâtre privé et Molière du metteur en scène d’un spectacle de théâtre privé.
On le retrouve en 2017 au théâtre de la Porte-Saint-Martin dans sa mise en scène du Tartuffe de Molière avec son ancien professeur Michel Bouquet, Nicole Calfan, Juliette Carré et Christine Murillot.
Il met ensuite en scène une pièce de Jean Poiret, dans laquelle il joue avec Mélanie Doutey, David Kammenos et Christophe Paou.
En 2018, il met en scène deux opéras, puis la pièce Fric Frac qu’il interprète aux côtés de Julie Depardieu, Régis Laspales et Emeline Bayart.
En 2020, Michel Fau et Roschdy Zem partagent l’affiche de Trahisons d'Harold Pinter avec Claude Perron et Fabrice Cals.
Avec Amanda Lear, ils interprètent Joan Crawford et Bette Davis au théâtre de la Porte-Saint-Martin en 2021, puis en 2022, il retrouve Catherine Frot avec Agathe Bonitzer et Quentin Dolmaire dans Lorsque l'enfant paraît d'André Roussin au Théâtre de La Michodière.
Il est également sociétaire de l'émission de radio Les Grosses Têtes, animée par Laurent Ruquier.

#### Interprète de cinéma
Au cinéma, il se contente de petits rôles secondaires jusqu'en 2015 où il partage l’affiche de Marguerite de Xavier Giannoli avec Catherine Frot et a été nommé au César du meilleur acteur dans un second rôle pour le film.
En 2018 il participe au film Nos années folles d'André Téchiné aux côtés de Céline Sallette et Pierre Deladonchamps, puis apparaît dans le film L'amour est une fête en producteur de films pornographiques aux côtés de Guillaume Canet et Gilles Lellouche.
Il est le fils de Jean-Pierre Léaud dans le film Alien Crystal Palace d'Arielle Dombasle.

#### Professeur
Il dirige épisodiquement des ateliers d'interprétation au CNSAD et au Cours Florent, mais démissionne du Conservatoire en 2014.

#### Directeur de festival
En 2011, il prend la co-direction du festival de théâtre de Figeac avec Olivier Desbordes. Il se met alors à y créer des spectacles et à y faire des lectures (Michel Fau lit Georges Wolinski puis Michel Fau lit Samuel Beckett) tout en y invitant des artistes de renom comme Fanny Ardant, Michel Galabru, Francine Bergé, Maxime d'Aboville ou encore Philippe Caubère.

### Participations événementielles
Il est membre du jury du prix du Brigadier aux côtés de Didier Sandre, Judith Magre ou Anne Delbée.
En 2019, Jean-Marie Besset crée un nouveau prix littéraire, le prix Café Beaubourg, récompensant une pièce de théâtre originale, écrite en français, jouée ou publiée au cours de la saison. Pour la première édition de ce prix, il réunit au sein du jury des personnalités médiatiques et artistiques parmi lesquelles Laure Adler, Christophe Barbier, Arielle Dombasle, Anne Delbée, Jean Varela ainsi que Michel Fau.
Depuis 2020, Michel Fau est également le parrain des soirées cartes blanches qui ont lieu tous les lundis soir au Théâtre de la Huchette.

## Prise de position
Ami de Gérard Depardieu, en pleine affaire Depardieu, il est l'initiateur de la tribune N'effacez pas Gérard Depardieu. Il en parle ensuite à Yannis Ezziadi qui rédige le texte,. Il fait partie des 56 signataires de la tribune, qui provoque une vive polémique. Interrogé par BFM TV il affirme « L'artiste doit rester extravagant, scandaleux, obscène et ingérable ».

### Décoration
- Officier de l'ordre des Arts et des Lettres (9 juillet 2013)[26]

## Filmographie

### Cinéma

#### Longs métrages
- À partir d'alors de Luc Riolon
- L'Esprit des lois de Robert Bober
- La Sacem de Didier Le Pêcheur
- C'est la fête à… de Michel Hazanavicius
- Un oiseau qui vole toujours à l'envers de Jean-Raymond Garcia
- 1990 : Cyrano de Bergerac de Jean-Paul Rappeneau
- 1997 : Le J.T, petit opéra court métrage de Philippe Béziat
- 1999 : Le Créateur d'Albert Dupontel
- 2000 : Harry, un ami qui vous veut du bien de Dominik Moll
- 2002 : Le Petit Vélo dans la tête court métrage de Fabrice Fouquet (voix)
- 2003 : Swimming Pool de François Ozon
- 2005 : Foon de Benoît Pétré Deborah Saïag Mika Tard
- 2007 : Faut que ça danse ! de Noémie Lvovsky
- 2011 : Requiem pour une tueuse de Jérôme Le Gris
- 2013 : 9 mois ferme d'Albert Dupontel
- 2014 : Brèves de comptoir de Jean-Michel Ribes
- 2015 : Marguerite de Xavier Giannoli
- 2015 : L'Échappée, à la poursuite d'Annie Le Brun de Valérie Minetto, documentaire
- 2016 : Les Malheurs de Sophie de Christophe Honoré
- 2017 : Ouvert la nuit d'Édouard Baer
- 2017 : Nos années folles d'André Téchiné
- 2018 : L'amour est une fête de Cédric Anger
- 2018 : Alien Crystal Palace d'Arielle Dombasle
- 2018 : La Femme la plus assassinée du monde de Franck Ribière
- 2022 : Habib, la grande aventure de Benoît Mariage
- 2023 : Mon crime de François Ozon
- 2023 : Les Secrets de la princesse de Cadignan d'Arielle Dombasle : Honoré de Balzac
- 2023 : Borgo de Stéphane Demoustier

#### Courts métrages
- 1993 : Relâche court métrage de Gilles Bourdos
- 2007 : Un nouveau contrat, court métrage de Christophe Leraie
- 2007 : Un train de retard, court métrage de Jeanne Gottesdiener
- 2017 : Ordalie de Sacha Barbin

### Télévision
- 1985 : Hôtel de police de Claude Barrois
- 1992 : Le Don de David Delrieux
- 2000 : Les Yeux fermés d'Olivier Py
- 2005 : Marc Eliot, saison 4 épisode 3 : Tes père et mère tu honoreras de Patrick Jamain
- 2006 : Gaspard le bandit de Benoît Jacquot
- 2007 : Le Réveillon des bonnes de Michel Hassan : Melle Plume
- 2011 : À la recherche du temps perdu de Nina Companeez
- 2015 : Arletty, une passion coupable d'Arnaud Sélignac : Sacha Guitry
- 2016 : Capitaine Marleau (épisode « En trompe-l'œil ») de Josée Dayan : Marc Durieux
- 2020 : I love you coiffure de Muriel Robin : Patrick
- 2022 : Diane de Poitiers de Josée Dayan (téléfilm en deux parties) : Gabriel Antoine Le Camus
- 2022 : Capitaine Marleau (épisode Follie's) de Josée Dayan : Claude

## Théâtre

### Comédien
- 1985 : Taches d’encre, pièce chorégraphique d’Isabelle Allard
- Créanciers d'August Strindberg, mise en scène Michel Fau
- 1986 : Le Préjugé vaincu de Marivaux, mise en scène Éric Sadin
- 1987 : Le Ça et le vent de Viorel Stéphan, mise en scène Philippe Honoré
- 1988 : Le Misanthrope de Molière, mise en scène Jacques Weber, Théâtre de Nice, Théâtre de la Porte Saint Martin
- 1988 : Thérèse Raquin d'Emile Zola, mise en scène Michel Fau
- 1988 : Le Ventre de Jean-Michel Rabeux
- 1988 : La Mort de Marthe, pièce chorégraphique d’Attilio Cossu
- 1988 : Après la pluie, le beau temps de la Comtesse de Ségur, mise en scène Philippe Honoré
- 1989 : La Vie parisienne de Jacques Offenbach, mise en scène Pierre Vial, CNSAD
- 1989 : Mesure pour mesure de Shakespeare, mise en scène Régis Braun
- 1990 : Fragments d’une lettre d’adieu lus par des géologues de Normand Chaurette, mise en scène Gabriel Garran
- 1990 : La Femme abandonnée de Stéphane Auvray-Nauroy d'après Honoré de Balzac, mise en scène de l'auteur, Dix-Huit Théâtre Paris
- 1991 : Tableaux Impossibles (L’Homme Rouge) de Jan Voss, mise en scène Gilberte Tsaï
- 1991 : La Déploration d'Eugène Durif, mise en scène Philippe Honoré
- 1992 : Phèdre de Racine, mise en scène Stéphane Auvray-Nauroy, Dix-Huit Théâtre Paris
- 1992 : La Baïxada d'Eric Sadin
- 1992 : La Désillusion de Frédéric Constant et Michel Fau
- 1992 : Les Aventures de Paco Goliard d'Olivier Py, mise en scène de l'auteur, Théâtre des Halles–Festival d'Avignon, Théâtre de la Bastille
- 1993 : Roméo et Juliette de William Shakespeare, mise en scène Pierre Guillois
- 1993 : Il est trop tard de Stéphane Auvray-Nauroy, mise en scène de l'auteur, Dix-Huit Théâtre Paris
- 1994 : Le Nouveau Menoza de Jakob Lenz, mise en scène Laurent Gutmann, Le Maillon Strasbourg
- 1995 : La Panoplie du squelette d'Olivier Py, mise en scène de l'auteur, Maison des arts et de la culture de Créteil
- 1995 : La Cagnotte d'Eugène Labiche, mise en scène Jean-Luc Lagarce, La Coursive La Rochelle, Maison des arts et de la culture de Créteil, tournée
- 1995 : La Servante (Histoire sans fin) d'Olivier Py, mise en scène de l'auteur, Festival d'Avignon
- 1996 : Peines d’amours perdues de William Shakespeare, mise en scène Jean-Claude Penchenat, Nouveau théâtre d'Angers
- 1996 : Ce qui est resté d’un Rembrandt de Jean Genet, mise en scène Laurent Gutmann
- 1996 : Les Décors sont de Roger H. de Laurent Gutmann
- 1996 : Miss Knife et sa baraque chantante d'Olivier Py, Festival d'Avignon
- 1997 : L'Architecte et la forêt Pastorale noire d'Olivier Py, mise en scène de l'auteur, Théâtre de Nice, Nouveau théâtre d'Angers
- 1997 : Le Visage d’Orphée d'Olivier Py, mise en scène de l'auteur, Festival d'Avignon, Théâtre de Nice, Théâtre de l'Athénée-Louis-Jouvet
- 1998 : Hyènes de Christian Siméon, mise en scène Jean Macqueron, Dix-Huit Théâtre Paris, Festival d'Avignon Off
- 1999 : Athalie de Racine, mise en scène Jean Gillibert
- 1999 : Le Marchand de Venise de Shakespeare, mise en scène Stéphane Braunschweig, Théâtre des Bouffes du Nord
- 1999 : Meurtres hors champ d'Eugène Durif, mise en scène Jean-Michel Rabeux, Théâtre Ouvert
- 1999 : Le Lac d’argent de Kurt Weill, mise en scène Olivier Desbordes
- 2000 : Meurtres hors champ d'Eugène Durif, mise en scène Jean-Michel Rabeux, Rencontres d'été Chartreuse de Villeneuve-lès-Avignon
- 2000 : L’Apocalypse joyeuse d'Olivier Py, mise en scène de l'auteur, CADO Orléans, Festival d'Avignon, Théâtre Nanterre-Amandiers
- 2000 : American Buffalo de David Mamet, mise en scène Michel Fau, Théâtre du Rond-Point
- 2000 : Edmond de David Mamet, mise en scène Pierre Laville, Théâtre du Rond-Point
- 2000 : Pelléas et Mélisande de Maurice Maeterlinck, mise en scène Pierre Guillois
- 2002 : L’Homosexuel ou la difficulté de s’exprimer de Copi, mise en scène Jean-Michel Rabeux, Théâtre de la Bastille
- 2003 : Le Soulier de satin de Paul Claudel, mise en scène Olivier Py, Centre dramatique national Orléans, Théâtre national de Strasbourg, Théâtre de la Ville
- 2004 : Orphée 3-Pier Paolo Pasolini/Eugénio de Andrade, Théâtre de l'Aquarium
- 2004 : L'Amour des trois oranges de Prokofiev, mise en scène Philippe Calvario, Festival international d'art lyrique d'Aix-en-Provence
- 2004 : Feu l'amour ! On purge bébé - Léonie est en avance - Hortense a dit « J'm'en fous ! » de Georges Feydeau, mise en scène Jean-Michel Rabeux, MC93 Bobigny
- 2004 : Dédé d'Albert Willemetz et Henri Christiné, mise en scène Olivier Desbordes
- 2005 : Les Brigands de Friedrich Schiller, mise en scène Paul Desvaux, Nouveau Théâtre de Besançon, Théâtre 71 Malakoff, CDDB-Théâtre de Lorient, La Criée
- 2005 : Le Balcon de Jean Genet, mise en scène Sébastien Rajon, avec la compagnie acte6, Théâtre de l'Athénée-Louis-Jouvet
- 2006 : Eugène Onéguine de Piotr Ilitch Tchaïkovski, mise en scène Michel Fau, Opéra de Dijon
- 2006 : Illusions comiques d'Olivier Py, mise en scène de l'auteur, CADO, Théâtre du Rond-Point, Comédie de Reims, Théâtre national de Strasbourg, Théâtre du Nord, Théâtre national de Bordeaux en Aquitaine, tournée
- 2006 : L'Énigme Vilar montage des textes et mise en scène Olivier Py, Festival d'Avignon
- 2006 : L'Enlèvement au sérail de Mozart, mise en scène Olivier Desbordes, Festival Lyrique de Saint-Céré
- 2007 : Le Banquet de Platon, mise en espace Juliette Deschamps
- 2007 : Madame Butterfly de Giacomo Puccini, mise en scène Michel Fau
- 2007 : Bastien et Bastienne de Mozart, mise en scène Michel Fau
- 2007 : L'Ignorant et le fou de Thomas Bernhard, mise en scène Emmanuel Daumas, Théâtre de l'Athénée-Louis-Jouvet, MC2
- 2008 : L'Orestie d'Eschyle, mise en scène Olivier Py, Odéon-Théâtre de l'Europe
- 2008 : Othello de William Shakespeare, mise en scène Éric Vigner, CDDB-Théâtre de Lorient, Odéon-Théâtre de l'Europe, CADO Orléans
- 2009 : Les Enfants de Saturne d'Olivier Py, mise en scène de l'auteur, Odéon-Théâtre de l'Europe Ateliers Berthier
- 2009 : Le Rosier de madame Husson de Guy de Maupassant, mise en scène Michel Fau, Festival de Saint-Céré
- 2010 : Une maison de poupée d'Henrik Ibsen, mise en scène Michel Fau, Théâtre de la Madeleine
- 2010 : L'Impardonnable Revue pathétique et dégradante de Monsieur Fau, mise en scène Emmanuel Daumas, Théâtre du Rond-Point
- 2010 : Nono de Sacha Guitry, mise en scène Michel Fau, Théâtre de la Madeleine
- 2011 : Maison de poupée d'Henrik Ibsen, mise en scène Michel Fau, tournée
- 2011 : Une visite inopportune de Copi, mise en scène Philippe Calvario, Théâtre du Beauvaisis, Théâtre de l'Athénée-Louis-Jouvet
- 2011 : Courteline en dentelles, pièces courtes de Georges Courteline, mise en scène Jérôme Deschamps, Théâtre des Bouffes du Nord, Théâtre des Treize Vents, Comédie de Reims,
- 2011 : Britannicus de Racine, mise en scène Michel Fau, Festival de Figeac
- 2011 : Nono de Sacha Guitry, mise en scène Michel Fau, tournée
- 2011 : Récital emphatique, mise en scène Michel Fau, Théâtre des Bouffes du Nord puis Théâtre Marigny
- 2012 : Que faire de Mr Sloane ? de Joe Orton, mise en scène Michel Fau, Comédie des Champs-Élysées
- 2013 : Demain il fera jour d'Henry de Montherlant, mise en scène Michel Fau, Théâtre de l'Œuvre, tournée
- 2014 : Le Misanthrope de Molière, mise en scène Michel Fau, Théâtre Montansier, Théâtre de l'Œuvre
- 2015 : Un amour qui ne finit pas d'André Roussin, mise en scène Michel Fau, Théâtre Montansier, Théâtre de l'Œuvre, Théâtre Antoine
- 2015 : Fleur de cactus de Pierre Barillet et Jean-Pierre Gredy, mise en scène Michel Fau, Théâtre Antoine
- 2016 : Par-delà les marronniers, de et mise en scène Jean-Michel Ribes, Théâtre du Rond-Point
- 2017 : Fleur de cactus de Pierre Barillet et Jean-Pierre Gredy, mise en scène Michel Fau, Théâtre Antoine
- 2017 : Le Tartuffe de Molière, mise en scène Michel Fau, Théâtre de la Porte Saint Martin
- 2018 : Douce amère de Jean Poiret, mise en scène Michel Fau, Théâtre des Bouffes-Parisiens[27]
- 2018 : Fric-Frac d'Édouard Bourdet, mise en scène Michel Fau, Théâtre de Paris
- 2020 : George Dandin ou le Mari confondu de Molière, mise en scène Michel Fau, tournée[28]
- 2020 : Trahisons de Harold Pinter, mise en scène Michel Fau, théâtre de la Madeleine
- 2021 : Qu'est-il arrivé à Bette Davis et Joan Crawford ? de Jean Marbœuf, mise en scène Michel Fau, Théâtre de la Porte Saint Martin
- 2022 : George Dandin ou le Mari confondu de Molière, mise en scène Michel Fau, Théâtre de l'Athénée Louis-Jouvet
- 2022 : Lorsque l'enfant paraît d'André Roussin, mise en scène Michel Fau, Théâtre de la Michodière
- 2023 : Le Vison voyageur de Ray Cooney et John Chapman, mise en scène Michel Fau, théâtre de la Michodière
- 2023 : Piège pour un homme seul de Robert Thomas, mise en scène Michel Fau, théâtre de la Michodière

### Lecteur
Source
- 1992 : Les Aventures de Paco Goliard, mise en scène d’Olivier Py
- 2013 : Le Rêve d'un homme ridicule d'après Fiodor Dostoïevski, mise en scène de Michel Fau, Festival de Théâtre de Figeac
- 2015 : Michel Fau lit Georges Wolinski, mise en scène de Michel Fau, Festival de Théâtre de Figeac
- 2017 : Michel Fau lit Samuel Beckett, mise en scène de Michel Fau, Festival de Théâtre de Figeac
- 2021 : Soubresauts de Samuel Beckett, mise en scène de Michel Fau, carte blanche au Théâtre de la Huchette

### Metteur en scène
- Créanciers d'August Strindberg
- 1988 : Thérèse Raquin d'Émile Zola
- 1992 : La Désillusion, mis en scène avec Frédéric Constant
- 2000 : American Buffalo de David Mamet, Théâtre du Rond-Point
- 2009 : La Tragédienne amoureuse d'après Adrienne Lecouvreur d'Eugène Scribe et Ernest Legouvé, avec les élèves de 3e année du CNSAD
- 2009 : Le Rosier de madame Husson de Guy de Maupassant, Festival de Saint-Céré
- 2010-2011 : Une maison de poupée d'Henrik Ibsen, Théâtre de la Madeleine, tournée
- 2010-2011 : Nono de Sacha Guitry, Théâtre de la Madeleine, tournée
- 2011 : Britannicus de Racine, Festival de Figeac
- 2011 : Récital emphatique, Théâtre des Bouffes du Nord, Théâtre Marigny
- 2012 : Que faire de Mr Sloane ? de Joe Orton, Comédie des Champs-Élysées
- 2013 : Demain il fera jour d'Henry de Montherlant, Théâtre de l'Œuvre
- 2014 : Le Misanthrope de Molière, Théâtre Montansier, Théâtre de l'Œuvre
- 2014 : Brûlez-la! Zelda la Magnifique de Christian Siméon, Festival de Figeac
- 2015 : Un amour qui ne finit pas d'André Roussin, Théâtre Montansier, Théâtre de l'Œuvre, Théâtre Antoine
- 2015 : Fleur de cactus de Pierre Barillet et Jean-Pierre Gredy, Théâtre Antoine
- 2016 : Peau de vache de Pierre Barillet et Jean-Pierre Gredy, Théâtre Antoine
- 2017 : Le Tartuffe de Molière, Théâtre de la Porte Saint Martin
- 2018 : Douce amère de Jean Poiret, Théâtre des Bouffes-Parisiens[27]
- 2018 : Fric-Frac d'Edouard Bourdet, Théâtre de Paris
- 2020 : George Dandin ou le Mari confondu de Molière, tournée[28]
- 2020 : Trahisons de Harold Pinter, Théâtre de la Madeleine
- 2021 : Qu'est-il arrivé à Bette Davis et Joan Crawford ? de Jean Marbœuf, Théâtre de la Porte Saint Martin
- 2022 : Lorsque l'enfant paraît d'André Roussin, Théâtre de la Michodière
- 2023 : Le Vison voyageur de Ray Cooney et John Chapman, théâtre de la Michodière
- 2023 : Piège pour un homme seul de Robert Thomas, théâtre de la Michodière

## Opéra

### Interprète
- 2003 : Der Silbersee de Kurt Weill, mise en scène Olivier Desbordes
- 2004 : Dédé d'Henri Christiné, mise en scène Olivier Desbordes
- 2004 : L'Amour des trois oranges de Sergueï Prokofiev mise en scène Philippe Calvario, festival international d'art lyrique d'Aix-en-Provence, tournée
- 2013 : Ciboulette, opérette de Reynaldo Hahn, mise en scène Michel Fau, Théâtre national de l'Opéra-Comique
- 2019 : Le Postillon de Lonjumeau, opérette d'Adolphe Adam, mise en scène Michel Fau, Théâtre national de l'Opéra-Comique
- 2019 : La Belle Hélène de Jacques Offenbach, mise en scène Michel Fau, Opéra de Lausanne

### Metteur en scène
- 2003 : Le Condamné à mort d’après Jean Genet monodrame de Philippe Capdenat, Le Monfort
- 2003 : Tosca de Giacomo Puccini, Le Duo Dijon
- 2005 : Così fan tutte de Mozart
- 2005 : Rigoletto de Giuseppe Verdi
- 2006 : Eugène Onéguine de Piotr Ilitch Tchaïkovski
- 2007 : Bastien et Bastienne de Mozart
- 2007 : Madame Butterfly de Giacomo Puccini
- 2013 : Ciboulette, opérette de Reynaldo Hahn, Opéra-Comique
- 2015 : Dardanus de Jean-Philippe Rameau, Opéra national de Bordeaux, Opéra royal du château de Versailles, direction musicale de Raphaël Pichon
- 2019 : Le Postillon de Lonjumeau, opérette d'Adolphe Adam, Opéra-Comique
- 2019 : La Belle Hélène de Jacques Offenbach, Opéra de Lausanne
- 2019 : Ariane à Naxos de Richard Strauss, Théâtre du Capitole
- 2021 : Wozzeck d'Alban Berg, Théâtre du Capitole
- 2023 : Zémire et Azor, opéra-ballet d'André Grétry, Opéra-Comique
- 2024 : L’Enlèvement au Sérail de Mozart, Opéra royal de Versailles

## Discographie

### Chanteur
- 2017 : Brassens sur parole(s) - Le Pornographe et Les copains d'abord avec Jean Pierre Darroussin, Karin Viard, Guillaume Gallienne, Audrey Tautou, Pierre Richard, Michel Bouquet...,

### Narrateur
- Stravinsky : L'Histoire du soldat d'Igor Stravinsky, avec Geneviève Page et Éric Perez. Interprétation musicale de Gilbert Audin, Jean-François Verdier, Thierry Barbé, Pascal Clarhaut, Agnès Crépel, Olivier Debresse, Jérôme Julien-Laferrière, Yves Favre, Gérard Perotin, Arion, 2004[30].
- Les Mille et un voyages de Claudio Monteverdi[31], texte de Carl Norac, raconté par Michel Fau et illustré par Nathalie Novi. Interprétation musicale par Les Arts Florissants, direction Paul Agnew, Harmonia Mundi, 2017, CD et livret illustré.

## Distinctions

### Récompenses
- Prix Gérard Philipe 1998 pour Hyènes de Christian Siméon
- Prix du Syndicat de la critique 2006 : meilleur comédien dans Illusions comiques
- Prix du Brigadier 2015 pour son interprétation et sa mise en scène de Fleur de Cactus et de Un amour qui ne finit pas, remis en 2016 à la Comédie des Champs-Élysées
- Grand prix du meilleur spectacle lyrique du Syndicat de la critique[32] 2015 pour sa mise en scène de Dardanus[33] sous la direction de Raphaël Pichon[34]

### Nominations
- Molières 2014 :
  - Molière du comédien dans un spectacle de théâtre privé pour Le Misanthrope
  - Molière du metteur en scène d'un spectacle du théâtre privé
- César 2016 : César du meilleur acteur dans un second rôle pour Marguerite
- Molières 2016 :
  - Molière du comédien dans un spectacle de théâtre privé pour Fleur de cactus
  - Molière du metteur en scène d'un spectacle de théâtre privé
  - Molière du théâtre privé
  - Molière de la comédie
- Molières 2023 :
  - Molière du comédien dans un spectacle de théâtre privé pour Lorsque l'enfant parait
  - Molière du metteur en scène d'un spectacle de théâtre privé
  - Molière de la comédie